# Beachbasketball

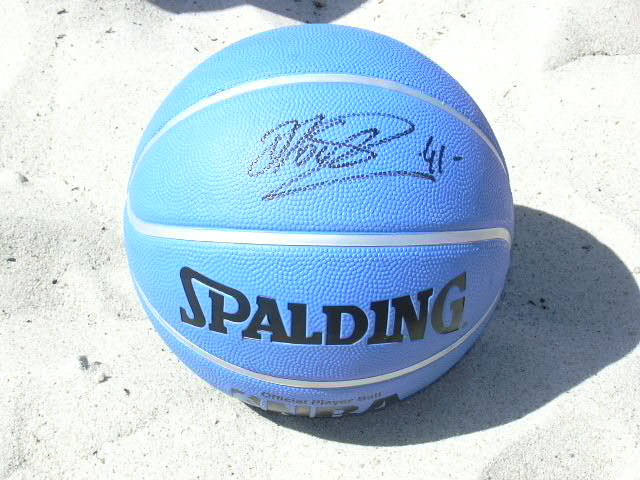
Basketball im Sand

Beachbasketball ist die lockere Form von Basketball. Zunächst in den USA als Trainingsvariante für Vereinsspieler erdacht, entwickelte sich die Spielart auch in anderen Ländern zu einer beliebten Fun-Sportart. Seit 2004 werden in Cuxhaven die Deutschen Meisterschaften im Beachbasketball ausgetragen.

## Deutschland
In Deutschland wird Beachbasketball meist im Rahmen von ein- oder mehrtägigen Turnieren gespielt. Dabei treten mehrere Mannschaften in verschiedenen Spielmodi gegeneinander an, um die im Spielplan festgelegten Beachbasketballspiele zu absolvieren. Gespielt wird in den Kategorien Damen, Herren, Mixed und Kids. Wird bei einem Turnier die Deutsche Meisterschaft ausgetragen, so werden die zuvor genannten Kategorien jeweils in den Modi „Fun“ und „DM (Deutsche Meisterschaft)“ veranstaltet.

### Spielregeln
Ein Beachbasketball Team besteht aus drei Spielern zuzüglich maximal zwei Einwechselspielern, die ohne Schuhe spielen. Das Spielfeld besteht aus einem Sanduntergrund in der Größe von ca. 12–15 m und aus zwei gegenüberliegenden Basketballkörben mit Brett, die auf den kurzen Seiten des Spielfelds aufgestellt sind. Grundsätzlich gibt es keine Auslinie. Ein Spiel dauert zehn Minuten, die in zwei Halbzeiten zu fünf Minuten unterteilt sind. Zur Halbzeit werden die Seiten gewechselt. Bei einem Turnier ist erstgenannte Mannschaft zu Beginn der ersten Halbzeit im Ballbesitz. Die zweitgenannte Mannschaft ist nach der Halbzeit im Ballbesitz. Wenn der Ball in den Sand fällt, ist die Mannschaft im Ballbesitz, deren Spieler zuerst den Ball berührt. Dieser Spieler darf den Ball ungehindert aufnehmen und weiterspielen.
Jeder Korb zählt abweichend zu den Regelungen im Hallenbasketball einen Punkt – unabhängig davon, aus welcher Distanz dieser erzielt wurde; gewonnen hat das Team mit den meisten Punkten. Das Spiel endet vorzeitig, wenn die maximal zu erreichende Punktzahl durch ein Team erzielt wurde.
Bei Unentschieden am Ende der Spielzeit wirft jedes Teammitglied im Wechsel mit der anderen Mannschaft einen Freiwurf. Bei unterschiedlicher Anzahl an Spielern in den Teams, wirft (werfen) der/die Erste(n) erneut. Steht nach diesem Durchgang immer noch kein Sieger fest, wird eins zu eins geworfen, bis ein Sieger feststeht. Hat ein erster Spieler bereits wegen der unterschiedlichen Anzahl an Spielern in den Mannschaften ein zweites Mal geworfen, so ist er beim eins zu eins-Werfen erst wieder an der Reihe, wenn der letzte aus seiner Mannschaft geworfen hat. Der Sieger des Freiwerfens nach einem Unentschieden erhält einen Punkt mehr als das Ergebnis nach der regulären Spielzeit.
Fair Play ist das oberste Gebot beim Beachbasketball. Unsportliches oder rücksichtsloses Verhalten im Laufe eines Turniers kann zum Ausschluss führen. Im Spiel wird ein solches Verhalten mindestens mit einem Freiwurf bestraft. Es gibt keinen Schiedsrichter, sondern lediglich einen "Courtwatcher". Seine Aufgabe ist es, primär die Punkte und Fouls auf dem Spielberichtsbogen einzutragen. Bei unfairem Spiel hat er einzugreifen. Einigen sich die Teams bei Unstimmigkeiten nicht, so hat der Courtwatcher das letzte Wort. Ein Supervisor kann als zusätzlicher Beobachter eingesetzt werden. Courtwatcher und Supervisor entscheiden gemeinsam. Kommt ein Team seiner Verpflichtung zum Courtwatchen nicht nach, so verliert es das eigentlich gewonnene Spiel nachträglich. Zeitspiel verstößt gegen das Fairness-Prinzip. Spielverzögerungen werden mit Ballverlust bestraft. Nach fünf Mannschaftsfouls eines Teams erhält der gefoulte Spieler des anderen Teams bei jedem folgenden Foul einen Freiwurf. Bei allen Freiwürfen gilt: Trifft der Freiwerfende, erhält das andere Team den Ball. Trifft der Freiwerfende nicht, erhält das Team des Freiwerfenden den Ball.